# Terentius niger
Terentius niger är en insektsart som beskrevs av William D. Funkhouser 1936. Terentius niger ingår i släktet Terentius och familjen hornstritar. Inga underarter finns listade i Catalogue of Life.